# Historia de bitcoin cash
Bitcoin Cash (BCH) es una criptomoneda que utiliza la criptografía para controlar su creación y gestión de forma descentralizada. Es una bifurcación de la red de Bitcoin (BTC) que tiene como objetivo a largo plazo el escalado en cadena para servir como efectivo electrónico a nivel global y tiene como característica tarifas más bajas, una mayor capacidad de procesamiento y menores tiempos de espera por la confirmación de las transacciones.

## Antecedentes

### Lanzamiento de bitcoin
El 1 de noviembre de 2008 un mensaje es enviado a la lista de correo sobre criptografía de metzdowd.com firmado con el alias Satoshi Nakamoto y titulado «Bitcoin P2P e-cash paper».
En este mensajese describe «un nuevo sistema de efectivo electrónico» llamado Bitcoin «que es totalmente peer-to-peer y que no está basado en terceros de confianza», además, se hace referencia a un documento técnico titulado «Bitcoin: un sistema de efectivo electrónico peer-to-peer», el cual estaba y permanece disponible en la dirección web http://www.bitcoin.org/bitcoin.pdf, y en el que se explicaba el funcionamiento del protocolo propuesto.
El 3 de enero de 2009 entra en funcionamiento la primera red peer-to-peer basada en dicho protocolo (también bajo el nombre de «Bitcoin») luego de la puesta en marcha del primer software de código abierto para correr nodos de la moneda, lo cual supuso también la creación de los primeros bitcoins y el inicio de la minería de la misma. El primer bloque de bitcoin (conocido como el bloque de génesis) es minado por el propio Satoshi Nakamoto.

### Debate sobre el escalado de bitcoin
Entre 2015 y 2017 la comunidad bitcoin experimentó un intenso conflicto en torno a la escalabilidad del sistema que culminaría con la bifurcación de la red bitcoin dando origen a bitcoin cash.
Algunos de los temas que fueron objeto del debate que se llevó a cabo durante ese periodo fueron:

#### Congestión y tamaño de bloques
En 2010 Satoshi Nakamoto introdujo un límite máximo de carácter temporal en el tamaño de los bloques de 1 MB por bloque. El objetivo de esta medida era prevenir ataques DDoS que amenazasen con ralentizar la red en sus etapas tempranas de crecimiento. Debido al crecimiento del uso de la moneda, con el tiempo el espacio dentro de los bloques comenzó a ser insuficiente y la red comenzó a congestionarse dado que su capacidad de procesamiento equivalía a alrededor de 2048 transacciones por bloque (3,41 transacciones por segundo). Como consecuencia de esta congestión de la red los usuarios se vieron forzados a elegir entre un pagar altas tarifas en momentos de alta demanda y esperar un mayor tiempo en la espera por la confirmación de sus transacciones.

#### Función Replace By Fee
Durante los primeros años de existencia de Bitcoin, aceptar transacciones no confirmadas (también conocidas como 0-conf o transacciones de confirmación cero) fue una práctica frecuente debido a la baja probabilidad de que se concretase un ataque de doble gasto. Esto cambió con la introducción por parte de Bitcoin Core de la característica Replace by fee (RBF), la cual permitía enviar una versión diferente de la transacción con una tarifa más alta, con la posibilidad de que hubiesen cambios en la forma en la que se gastaban los fondos. Los críticos de esta función argumentaron que esta cambiaba ligeramente los incentivos, aumentando el riesgo de ser víctima de un ataque de doble gasto, lo cual suponía molestias para usuarios comunes y comerciantes, e impactaba negativamente en la seguridad de las transacciones 0-conf y en consecuencia en la experiencia de usuario y en la adopción del sistema Bitcoin.

#### SegWit y el UASF BIP148
El 25 de febrero de 2017, tras un largo conflicto dentro de la comunidad Bitcoin en torno a las propuestas de escalado del sistema, un colaborador seudónimo llamado Shaolin Fry propuso ejecutar una polémica bifurcación de tipo UASF para obligar a los mineros a señalizar apoyo a SegWit en la red Bitcoin y más tarde publicó los detalles bautizándolo como BIP148. El planteamiento de BIP148 implicaba que, una vez activado el 1 de agosto de 2017, los nodos con ese software comenzarían a orfanar los bloques que no incluyeran una señalización en apoyo a la activación de SegWit, interviniendo así en el proceso de votación minera que determinaría la activación de la característica, lo cual sus críticos señalaron como un gesto de censura y autoritarismo.

This BIP will be active between midnight August 1st 2017 (epoch time 1501545600) and midnight November 15th 2017 (epoch time 1510704000) if the existing segwit deployment is not locked-in or activated before epoch time 1501545600. This BIP will cease to be active when segwit is locked-in. 

While this BIP is active, all blocks must set the nVersion header top 3 bits to 001 together with bit field (1<<1) (according to the existing segwit deployment). Blocks that do not signal as required will be rejected.
Shaolin Fry

## 2017

### Propuesta y desarrollo
Algunos desarrolladores en la comunidad de Bitcoin (BTC) opinaban que era necesario aumentar el tamaño máximo de los bloques por encima de 1 MB como había propuesto Satoshi Nakamoto en 2010, aunque aún se debatía cual debería ser el nuevo tamaño. Además, con la reciente activación de BIP91 y la inminente activación del UASF BIP148 los nodos mineros que no señalizaran la activación de Segwit vía BIP9 estaban bajo la amenaza de ser boicoteados por nodos no mineros.
El día 3 de junio de 2017 el equipo de desarrollo de Bitcoin Unlimited publicó su propuesta de aumento del tamaño de los bloques a 8 MB llamada BUIP055 en su repositorio de Github, aprobada por su equipo con 21 votos a favor y 0 en contra. Luego de eso, se realizarían los primeros trabajos de desarrollo para la bifurcación en el repositorio de Bitcoin Unlimited y en clones del mismo. El trabajo de documentación utilizó el término UAHF el 6 de junio de 2017, aunque el código a menudo usaba el término BUIP055.
El 19 de junio de 2017 la empresa Bitmain publicó UAHF: un plan de contingencia contra UASF (BIP148), el cual contenía las especificaciones de una bifurcación dura. Posteriormente nuevos desarrolladores se interesaron en el proyecto.
Según la revista sobre criptomonedas Bitcoin Magazine el nombre «Bitcoin Cash» fue propuesto originalmente por la empresa minera ViaBTC.
Uno de los objetivos declarados de la bifurcación era aumentar la capacidad de procesamiento de transacciones de la cadena de bloques a 8 MB.
El 26 de julio de 2017 el portal de noticias sobre criptomonedas CoinDesk reseñó que las siguientes motivaciones podrían haber estado detrás del desarrollo y lanzamiento de Bitcoin Cash:
- Algunos usuarios querían un aumento en el parámetro del tamaño máximo de bloques de Bitcoin.
- Había una gran probabilidad de que SegWit se activase y algunos usuarios querían evitar dicha característica.
- La probabilidad de que un aumento a 2 MB del tamaño de bloques de Bitcoin alcanzado mediante la propuesta SegWit2x no se concretase (esta predicción se cumpliría).

La primera implementación del protocolo de Bitcoin Cash, llamada Bitcoin ABC, fue revelada por Amaury Séchet (apodado "Deadalnix") en la conferencia Future of Bitcoin en Arnhem, Holanda.
El 27 de julio de 2017, Bitcoin Unlimited lanza la versión 1.1.0.0 de Bitcoin Unlimited Cash Edition, el primer cliente de esta implementación diseñado para soportar Bitcoin Cash.

### Lanzamiento
El hard fork fue anunciado públicamente y programado para llevarse a cabo el 1 de agosto de 2017 antes de la activación de BIP148.
La división de la red ocurrió justo después de haberse minado el bloque número 478558 (el último que ambas blockchains tendrían en común). A partir de este momento, Bitcoin Cash comenzó a existir de forma independiente.
Al momento de su separación, la moneda aumentó el parámetro del tamaño máximo de los bloques a 8 MB, aunque el primer bloque con ese tamaño sería minado el 16 de agosto de 2017. Adicionalmente estrenó un nuevo algoritmo de minado denominado Ajuste de la Dificultad de Emergencia (EDA) y removió la característica Replace By Fee (RBF) de su código.
Todos los usuarios que tenían bitcoins al momento de la división entre Bitcoin y Bitcoin Cash, vieron reflejado dicho saldo en ambas redes.

### Otros acontecimientos
El 3 de agosto de 2017 Coinbase se retracta de su posición inicial y anuncia que brindará soporte a Bitcoin Cash alrededor del 1 de enero del año siguiente.
El 30 de agosto de 2017  DiarioBitcoin reseñó el anuncio de la empresa Coinify, basada en Dinamarca, sobre la integración de Bitcoin Cash en su plataforma.
El 1 de septiembre de 2017 CoinPlug, fundada en 2013 y reconocida como el exchange más importante del país, anuncia su plataforma CPDAX con soporte para Bitcoin Cash entre otras monedas.
El 13 de septiembre de 2017 Bitstamp anuncia que entregará los Bitcoin Cash correspondientes a la bifurcación a sus usuarios, y que tiene la expectativa de habilitar el comercio de la moneda a finales de ese mismo mes. Tras retrasos en el lanzamiento, a finales de noviembre de ese mismo año la empresa anuncia que la integración de la moneda tendría lugar en las próximas dos semanas sobre ello su CEO y cofundador, Njec Kodric, declaró «es parte de nuestros esfuerzos para listar más monedas y responder a la demanda que hemos visto» según una reseña del portal de noticias de la empresa Bitcoin.com.
El 4 de septiembre de 2017 el académico y programador Eli Afram publicó un artículo titulado «An Apology to Mike Hearn» en el medio especializado en criptomonedas CoinGeek sobre su lucha por reformar bitcoin bajo la iniciativa Bitcoin XT, el primer proyecto en el ecosistema en plantear la bifurcación de Bitcoin (BTC) para aumentar el parámetro del tamaño máximo de los bloques, y por tanto, un predecesor de Bitcoin Cash.
El 20 de septiembre de 2017 el procesador de pagos y plataforma de intercambios Uphold anuncia la integración de Bitcoin Cash en su plataforma.
El 10 de noviembre de 2017 DiarioBitcoin reseño el anuncio del equipo de desarrollo de Bitcoin Classic del cierre del proyecto publicado en su web oficial. En dicho anuncio instan a promover Bitcoin Cash.

Classic was right there on the front line when the Bitcoin Cash chain started, having the most up-to-date releases (8 releases in 2 months) and the best and easiest migration strategies for users to sell their Legacy coin for Cash coin.

The fact that the Legacy chain is stuck at 1 MB, and likely always will be, confirms the Cash chain's viability. (more). Now the market will decide.

And that means that Classic has fulfilled its promise. It is now up to you which chain will gain the most traction. It is now up to the next billion people to start to use Bitcoin Cash. In at most 6 months I'm sure we'll just drop the "Cash" and call it "Bitcoin".
Bitcoin Classic estuvo justo en la primera línea cuando se inició la cadena Bitcoin Cash, teniendo los lanzamientos más actualizados (8 lanzamientos en 2 meses) y las mejores y más fáciles estrategias de migración para que los usuarios vendieran su moneda Legacy por Cash.

El hecho de que la cadena Legacy esté estancada en 1 MB, y probablemente siempre lo esté, confirma la viabilidad de la cadena Cash. Ahora el mercado decidirá.

Y eso significa que Classic ha cumplido su promesa. Ahora depende de usted qué cadena obtendrá la mayor tracción. Ahora le toca a las siguientes mil millones de personas comenzar a usar Bitcoin Cash. En un plazo máximo de 6 meses, estoy seguro de que al «Cash» lo llamaremos «Bitcoin»
Tom Zander

El 11 de noviembre de 2017, Gavin Andresen, desarrollador al que Satoshi dejó a cargo del proyecto bitcoin cuando decidió retirarse, escribió un polémico tuit en el que apoyaba a Bitcoin Cash públicamente insinuando que este representaba de mejor manera el proyecto en el que había trabajado desde el principio:

Bitcoin Cash is what I started working on in 2010: a store of value AND means of exchange.
Bitcoin Cash es en lo que comencé a trabajar en 2010: un depósito de valor y un medio de intercambio.
@GavinAndresen

El 12 de noviembre de 2017 el empresario y programador Kim Dotcom publicó un tuit refiriendo a un artículo titulado «The Bitcoin Cash philosophy» publicado por el activista sueco Rick Falkvinge.

Must read: The Bitcoin Cash philosophy by @Falkvinge
. 
https://bitcoincash.org/letter-from-the-ceo.pdf

Our dream. It’s happening 😎
Deben leer: la filosofia de Bitcoin Cash de  @Falkvinge
. 
https://bitcoincash.org/letter-from-the-ceo.pdf

Nuestro sueño. Está sucediendo 😎
Kim Dotcom

El 13 de noviembre de 2017 se ejecutó de forma exitosa la primera actualización del protocolo de Bitcoin Cash, reemplazando el algoritmo de ajuste de dificultad de emergencia (EDA) por uno mejorado denominado simplemente Algoritmo de Ajuste de Dificultad (DAA).
El 7 de diciembre de 2017 el SBI Group y nChain anuncian una alianza estratégica para dar apoyo a Bitcoin Cash». En el documento destacan los nombres de Yoshitaka Kitao, (presidente y CEO de SBI Holdings) y Jimmy Nguyen (CEO de nChain).
El 6 de diciembre de 2017 comienzan a correr rumores de que agregarían una segunda criptomoneda a la pasarela de pagos de Bitpay. Este hecho se concreta en abril de 2018, siendo la criptomoneda Bitcoin Cash.
El 14 de diciembre de 2017 la popular plataforma Blockchain.com (antiguo Blockchain.info) anuncia la integración de Bitcoin Cash a su plataforma de cartera auto-custodia y mini-exchange.
El 21 de diciembre de 2017 la marca Shiny Leaf anuncia en si sitio web que comienzan a aceptar pagos en Bitcoin Cash.
El 24 de diciembre de 2017 Haipo Yang, CEO y fundador de ViaBTC, anuncia en su cuenta de Twitter que la empresa donará las ganancias de su acelerador de transacciones de Bitcoin (BTC) al Bitcoin Cash Fund.
El 28 de diciembre de 2017 la plataforma educativa Khan Academy comienza a recibir donaciones de Bitcoin Cash.

## 2018
El 3 de enero de 2018 Haipo Yang, anuncia en su cuenta de Twitter una donación a nombre ViaBTC de 204.01452363 BCH (unos 600 mil dólares estadounidenses) al Bitcoin Cash Fund. Ese mismo día el CEO y cofundador del broker europeo Bitpanda anuncia la integración completa de Bitcoin Cash a su plataforma.
El 5 de enero de 2018 en la comunidad r/btc de Reddit comentan que Linux Mint ha comenzado a aceptar donaciones en Bitcoin Cash. Ese mismo día Zebpay, el mayor exchange de india en ese momento, anunció que integraría Bitcoin Cash.
El 9 de enero de 2018 se actualiza por segunda vez el protocolo de Bitcoin Cas, habilitando un formato nativo de direcciones popularmente conocido como CashAddress propuesto por el desarrollador líder del cliente Bitcoin ABC, Amaury Séchet
El 12 de enero de 2018 la empresa BTC.com anuncia que su cartera en línea ahora es compatible con el formato CashAddress. Ese mismo día el sitio sobre seguridad informática Krebsonsecurity.com publica una reseña sobre un error de código del sistema de reembolsos de Overstock (ya corregido) que pudo haber permitido obtener ganancias deshonestas. Según el informe, un atacante podría haber pagado en Bitcoin Cash, cancelar la orden y recibir la misma cantidad de monedas pero en Bitcoin, obteniendo ganancias por la diferencias de precios de las mismas.
El 14 de enero de 2018 BlockTrades, la principal plataforma de intercambios para los usuarios de Steemit anuncia el soporte de Bitcoin Cash.
El 18 de enero de 2018 BitPay anuncia la integración de la plataforma Shapeshift.io a sus carteras permitiendo intercambios entre Bitcoin (BTC) y Bitcoin Cash (BCH).
El 17 de enero de 2018 Kucoin anuncia nuevos pares de intercambio para Bitcoin Cash «con grandes promociones».
El 24 de enero de 2018, científicos del Instituto Nacional de Estándares y Tecnología, una agencia del Departamento de Comercio de los Estados Unidos, publicaron un documento oficial llamado Informe interinstitucional: Descripción general de la tecnología Blockchain  en el que aseguraron que Bitcoin era «un fork» y que Bitcoin Cash era técnicamente «el original». Según lo expuesto en el estudio, tras la activación en julio de 2017 de BIP91 como parte del plan para activar SegWit, Bitcoin (BTC) se había convertido en una bifurcación. Los simpatizantes de Bitcoin Core señalan que estas afirmaciones implican un desconocimiento del funcionamiento técnico de bitcoin debido a que la activación de Segwit fue realizada mediante un soft fork que mantuvo la retrocompatibilidad de la red, mientras que Bitcoin Cash se bifurcó por medio de un hard fork que integró una protección anti-reproducción nativa que lo hizo incompatible con los nodos que decidieron no bifurcarse.
El 31 de enero de 2018 DiarioBitcoin reseñó el lanzamiento de la versión 2.1 de OpenBazaar, la cual agregó a Bitcoin Cash como moneda nativa. Ese mismo día las empresas CoinGeek y nChain publicaron un comunicado de prensa en el que se comprometían a financiar a Electron Cash para facilitar la continuación de su trabajo de desarrollo de carteras ligeras.
En febrero de 2018 se anuncia el lanzamiento (para marzo de ese año) de CoinText, un servicio de transferencia de Bitcoin Cash vía mensajes de texto cuyo desarrollador líder sería Vin Armani. Adicionalmente, la plataforma de intercambio BTCMarkets corrige el nombre de Bitcoin Cash a petición de la comunidad eliminando el término "bcash" que habían estado usando hasta el momento.
El 13 de febrero de 2018 Mullvad VPN comienza a aceptar pagos en Bitcoin Cash.
El 23 de febrero de 2018 Haipo Yang, anuncia en su cuenta de Twitter una donación a nombre ViaBTC de unos 200 mil dólares estadounidenses al Bitcoin Cash Fund.
El 25 de febrero de 2018 el desarrollador de WorkingForBitcoins anuncia la adición de Bitcoin Cash a la lista de monedas soportadas por la plataforma.
El 28 de febrero de 2018 la plataforma de intercambio brasileña MinerX agrega soporte a Bitcoin Cash permitiendo comerciar la moneda en reales brasileños.
El 1 de marzo de 2018 la empresa BitPay anuncia que sus tarjetas de debito ahora pueden ser recargadas con Bitcoin Cash. Ese mismo día Ton Roosendaal, presidente de Blender, anunció que las donaciones en bitcoin cash habían sido habilitadas.
El 6 de marzo de 2018 Coinbase anuncia Coinbase Index Fund, un fondo de inversiones basado en los activos soportados por la plataforma, incluyendo Bitcoin Cash.
El 9 de marzo de 2018 Ledger menciona que ahora aceptan pagos con Bitcoin Cash gracias a su integración en BitPay. Ese mismo día el medio de comunicación sobre criptomonedas Trustnodes.com reseña que Newegg, Namecheap y más de 100 mil comenciantes también se beneficiaron de la adición de la moneda a la pasarela de pagos por lo que ahora era posible pagar con dicho activo en esos sitios.
El 17 de marzo de 2018 es lanzada la versión 3.1.6 de Electron Cash  la cual activa la función de pagos mediante el protocolo BIP70. El 19 de ese mismo mes BitPay hace mención de dicha adición en Twitter.
El 15 de mayo de 2018 se ejecuta la tercera actualización del protocolod de Bitcoin Cash, elevando el techo máximo de los bloques a 32 MB, se reactivan algunos de los códigos de operación (desactivados por Bitcoin Core) y se aumenta el tamaño máximo de datos del campo OP_RETURN.
El 18 de mayo de 2018 la empresa Purse.io mencionó durante el anuncio oficial de la integración de Bitcoin Cash en su plataforma que tenían planeado lanzar una versión de su cliente «bcoin» llamada «bcash» y diseñada para ser compatible con Bitcoin Cash. La primera versión estable del cliente «bcash» fue publicada el 12 de julio de 2018.
El 10 de noviembre de 2018 la empresa minera BMG minó el primer bloque de 32 MB (en realidad 31,99 MB), el cual se produjo a la altura 556034, superando el récord anterior de 23,15, minado el 4 de septiembre del mismo año.
El 15 de noviembre de 2018 se ejecuta la cuarta actualización del protocolo de Bitcoin Cash, implementando la característica "Canonical Transaction Ordering" (CTOR) y se habilitan dos nuevos códigos operativos (CHECKDATASIG y CHECKDATASIGVERIFY) en el script de Bitcoin Cash. Durante esta actualización Craig Wright, Calvin Arye y las empresas nChain y CoinGeek, y sus simpatizantes ejecutan una bifurcación paralela (dando origen a Bitcoin SV) y proclama una guerra de hash, reclamando también el nombre de «Bitcoin Cash» y su identificador «BCH», hasta que el 26 de noviembre de ese mismo año admite el fin de la misma en un comunicado de prensa.

## 2019
El 6 de junio de 2019 es lanzada la versión 4.0.6 de Electron Cash la cual integra pagos mediante mensajes de texto a través del sistema CoinText.
El 15 de mayo de 2019 la red de Bitcoin Cash se actualiza por quinta vez, habilitando el uso de firmas Schnorr (haciéndolo compatible con los códigos operacionales OP_CHECKSIG y OP_CHEKDATASIG) y se agrega una excepción a la regla CLEANSTACK para permitir recuperar fondos SegWit.
El 18 de mayo de 2019 (a tres días de la implementación de la primera fase de las firmas Schnorr en la red Bitcoin Cash) los desarrolladores Mark Lundeberg, Chris Pacia y CheckSum0 realizaron la primera transacción multifirma usando ese esquema usando lo que ellos llamaron "una herramienta multisig en fase muy muy beta". (Véase Anexo:Primera transacción multifirma de bitcoin cash con firmas Schnorr).
El 3 de junio de 2019 St Bitts LLC (popularmente conocida como Bitcoin.com) inauguró la primera plataforma auto-custodia de comercio entre particulares de Bitcoin Cash  bajo el subdominio Local.Bitcoin.com.
El 15 de noviembre de 2019 se ejecuta de forma exitosa la sexta actualización del protocolo de Bitcoin Cash, habilitando la compatibilidad entre el uso de firmas Schnorr y los códigos operacionales OP_CHEKMULTISIG y OP_CHECKMULTISIG(VERIFY) y se agrega la regla llamada MINIMALDATA  la cual elimina el vector de maleabilidad de BIP 62 y securiza la mayoría de las transacciones en ese sentido (incluyendo todas las transacciones P2PKH, es decir, el tipo más usado).

## 2020

### Debate sobre el plan de financiamiento de infraestructura (IFP)
El 22 de enero de 2020, Jiang Zhuoer, CEO del fondo minero BTC.TOP, publicó en la red social Medium un artículo titulado Infrastructure Funding Plan for Bitcoin Cash (en español Plan de Financiamiento para la Infraestructura de Bitcoin Cash) en el que proponía la creación de un fondo en Hong Kong para financiar el desarrollo de la moneda y la implementación de un mecanismo mediante una bifurcación blanda que enviase a dicha organización el 12,5 de las recompensas de bloque. El mecanismo, tal y como lo propuso Zhuoer inicialmente, sería ejecutado durante 6 meses de prueba por los mineros, los cuales ignorarían los bloques que no asignaran dicho porcentaje al fondo para el financiamiento del desarrollo excluyendolos de la cadena de bloques. En su publicación, el CEO de la compañía de minería afirmó contar con el respaldo de Jihan Wu de Antpool, BTC.com, Haipo Yang de ViaBTC y Roger Ver de Bitcoin.com. Más tarde, Roger Ver declaró por medio de un comunicado oficial de su empresa Bitcoin.com que la inclusión de su nombre en la publicación no le fue consultada, sugiriendo que hubo una falta de comunicación sobre la acción.
El 15 de febrero de 2020 en el portal oficial del cliente de software Bitcoin ABC, hasta el momento el más usado por mineros de Bitcoin Cash, fue publicado un anuncio en el que oficialmente el equipo de desarrollo suscribía la propuesta con algunos cambios entre los que se encontraba una reducción del porcentaje al 5% y una activación mediante un MASF basado en el estándar BIP9, el cual requeriría de un apoyo de 2/3 partes durante un proceso previo de votación minera. Más tarde, el 18 de febrero de 2020, el mismo sitio anunció el lanzamiento de la versión 0.21.0 del cliente, el cual incluía dichas características.
El 20 de febrero de 2020, el programador y cofundador de Bitcoin ABC, freetrader, publicó un comunicado en la red social read.cash, relacionada con la comunidad de Bitcoin Cash, anunciando el lanzamiento de una bifurcación de software de la versión 0.21.0 de Bitcoin ABC bajo el nombre de Bitcoin Cash Node (también conocido como BCH Node), la cual permitiría llevar a cabo la actualización programada para el 15 de mayo sin la característica IFP con el fin de evitar una división de red.

### Actualizaciones de 2020 y salida de Bitcoin ABC
El 15 de mayo de 2020 se concreta la séptima actualización del protocolo de Bitcoin Cash, aumentando el límite de transacciones no confirmadas encadenadas de 25 a 50, reemplazando la aplicación de los límites de SigOps por un nuevo sistema llamado SigChecks y agregando el código operacional OP_REVERSEBYTES. Para esa fecha el cliente Bitcoin ABC había programado la activación mediante un Miner Activated Soft Fork de su primer intento de IFP pero fracasó por carecer de apoyo minero.
El 15 de noviembre de 2020 se concreta la octava actualización del protocolo de Bitcoin Cash reemplazando así el algoritmo de ajuste de dificultad por uno denominado aserti3-2d para reducir la varianza del tiempo entre los bloques.
Para esa fecha el cliente Bitcoin ABC había programado la activación mediante un User Activated Soft Fork (UASF) de una característica denominada Coinbase rule que destinaría el 4% de la recompensa de bloques a dicho equipo de desarrollo y otro 4% a una organización llamada "Global Network Council" (GNC). Debido a que no contaron con el suficiente apoyo minero los nodos Bitcoin ABC se separaron de la red peer-to-peer de Bitcoin Cash creando una nueva criptomoneda referenciada por distintas plataformas como BCHA, entre otros nombres.
El 29 de diciembre de 2020 Bitcoin ABC anuncia que se centrará en su criptomoneda, hasta el momento conocida como BCHA, y que no seguiría lanzado software compatible con la red de Bitcoin Cash (refiriéndose a BCH como "BCHN"). Esta decisión es confirmada a través de su sitio web en un anuncio el 1 de febrero de 2021, donde usan el ticker BCH para referirse a la red para la que Bitcoin ABC había dejado de desarrollar una versión de su cliente.

## 2021
El 15 de mayo de 2021 se actualiza el protocolo por octava vez, eliminando así el límite de transacciones encadenadas (cadena de transacciones no confirmadas derivadas unas de otras que pueden estar en el mempool) y comenzando a aceptar transacciones con múltiples salidas OP_RETURN.

## 2023
El 15 de mayo de 2023 se lleva a cabo su novena actualización, agregando el protocolo de tokens nativo "CashTokens", el estándar P2SH-32, permitiendo transacciones más pequeñas y convirtiendo la regla de retransmisión que restringe la versión de las transacciones en una regla de consenso.

## Anexos
- Anexo:Problema de escalabilidad de bitcoin
- Anexo:Actualizaciones de bitcoin cash
- Anexo:Ataques a bitcoin cash del 15 de mayo de 2019
- Anexo:Primera transacción Schnorr-multifirma de bitcoin cash